# Wim Bleijenberg
Wim Bleijenberg (Veenendaal, 1930. november 5. – Apeldoorn, 2016. február 24.) válogatott holland labdarúgó, csatár.

## Pályafutása
A VV Veenendaal korosztályos csapatában kezdte a labdarúgást. Majd a Wageningen és a Rigtersbleek együtteseiben szerepelt. 1956 és 1960 között az Ajax labdarúgója volt, ahol két bajnoki címet nyert az együttessel. 1960-61-ben a Blauw-Wit, 1961 és 1963 között a Go Ahead Eagles, 1963 és 1966 között az AGOVV játékosa volt.
1953 és 1954 között három alkalommal szerepelt a holland válogatottban.
1966-ban vonult vissza az aktív labdarúgástól.

## Sikerei, díjai
Ajax
- Holland bajnokság
  - bajnok: 1956–57, 1959–60